# Amnesia (canción de Roxen)
«Amnesia» es una canción interpretada por la estrella rumana del canto Roxen, estrenada en formato digital y streaming a través de Warner Music el 4 de marzo de 2021. Fue escrita por Adelina Stîngă y Victor Bouroșu, mientras que este último se encargó de la producción. «Amnesia» es una balada sentimental que trata sobre la lucha contra el descuido de uno mismo en la sociedad moderna; la letra se refiere a este fenómeno como la «amnesia del amor propio». Debido a su ritmo «vulnerable» y «delicado», la pista ha sido comparada con «Alcohol You», tema con el que Roxen iba a representar a Rumania en el Festival de la Canción de Eurovisión 2020, cancelado por la pandemia de COVID-19.
Tras su lanzamiento, «Amnesia» ha recibido comentarios positivos por parte de los críticos de música, quienes elogiaron su sonido pegadizo y atractivo comercial, así como también la interpretación vocal de Roxen. El video oficial de la pista se estrenó simultáneamente con el lanzamiento del sencillo. Filmado por Bogdan Păun en el Teatro Nacional de Bucarest, el videoclip presenta a Roxen junto a sus bailarines mientras interpretan una danza contemporánea con el propósito de retratar la historia de una persona que logra controlar sus miedos. La Sociedad Rumana de Televisión (TVR) seleccionó a «Amnesia» como la canción con la que la estrella representaría a su país en el Festival de la Canción de Eurovisión 2021. Tras su presentación, que incluyó una temática similar al video, Roxen no consiguió avanzar hacia la final; fue la tercera descalificación para Rumania. Luego del evento, «Amnesia» alcanzó los puestos 51 y 26 en las listas AGATA en Lituania y Single Tip en Países Bajos, respectivamente.

## Antecedentes y lanzamiento
«Amnesia» fue escrita por Adelina Stîngă y Victor Bouroșu, mientras que este último se encargó de la producción. Bouroșu, conocido también por su nombre artístico Vicky Red, trabajó previamente con Roxen en varias de sus canciones, incluida «Alcohol You», con la que la estrella iba a representar a Rumania en el Festival de la Canción de Eurovisión 2020, cancelado por la pandemia de COVID-19. «Amnesia» se estrenó en formato digital y streaming en varios países el 4 de marzo de 2021 a través de Warner Music, sello que se asoció con la discográfica de Roxen, Global Records, para una campaña promocional en julio de 2020. La canción se encontraba disponible en las tiendas, previo a su lanzamiento oficial a las 20:00 CET en TVR1; sobre esto, Lucy Percy, de Wiwibloggs, especuló que el equipo de Roxen «estableció accidentalmente el lanzamiento [...] a la medianoche, hora local, en lugar de coordinar con la hora del anuncio oficial».

## Composición y recepción
«Amnesia» ha sido descrita como una balada sentimental «melancólica» y «oscura» con un ritmo «vulnerable» y «delicado», similar a «Alcohol You», y representa una gran diferencia en comparación con los primeros sencillos de Roxen orientados al género dance pop. Con la incorporación de un sonido «moderno y juvenil», «Amnesia» entrega un «final contundente» después de sus versos «tranquilos» y su estribillo «poderoso». La interpretación vocal «aspera» de Roxen junto con el ritmo pegadizo y el atractivo comercial de la canción recibieron elogios por parte de la crítica especializada. Sin embargo, Boris Meersman, de ESCUnited, afirmó que «Amnesia» era un «tema pobre» y que su melodía no era «memorable»; además, criticó la dicción de Roxen y su uso «exagerado» del Auto-Tune. En una edición de Wiwibloggs, que se encarga de recopilar varias reseñas hechas por diversos críticos, la canción obtuvo una calificación de 6.95 de 10 puntos; uno de sus críticos la comparó con «Get Up» (2020) de Pam Rabbit, tema que representó a República Checa en el evento.
Luego de su participación en el Festival de la Canción de Eurovisión 2021, «Amnesia» alcanzó el puesto número 51 en la lista AGATA de Lituania, y el número 26 en el ranking Single Tip de Países Bajos; esta última es una extensión de la lista principal del país, Single Top 100. El tema no ingresó en la lista Ultratop 50 de Flandes, pero quedó registrada en la cartelera Ultratip Bubbling Under.

## Letra
«Amnesia» profundiza sobre la lucha contra el autodescuido en la sociedad moderna; su letra se refiere a este fenómeno como la «amnesia del amor propio». La pista empieza con Roxen, quien afirma que se siente «brillante» y que puede «llevar la noche muy lejos», pero en algún momento «pierde su yo interno intentando tenerlo todo». La letra en general ha sido descrita como «brutal» por los profesionales, quienes también señalaron un «ambiente de tristeza y confusión». Con respecto al mensaje de la canción, Roxen afirmó: «El año pasado fue como una montaña rusa [...]. "Amnesia", de alguna manera, logra expresar todos los sentimientos reprimidos hacia las personas cuyas voces no se han escuchado, de una manera que para mí es increíblemente pura». También añadió que se inspiró en su estado emocional después de ser diagnosticada con la enfermedad de Lyme a los 14 años.

## Video musical y promoción
El video oficial de «Amnesia» se publicó en los canales respectivos de Roxen y el Festival de la Canción de Eurovisión en YouTube el 4 de marzo de 2021. Filmado por Bogdan Păun en el Teatro Nacional de Bucarest, el videoclip presenta a Roxen luciendo atuendos negros mientras realiza una danza contemporánea acompañada por sus bailarines vestidos de blanco. El metraje termina con el siguiente mensaje: «Por cada grito que no se escuchó». Con respecto al video, la Sociedad Rumana de Televisión (TVR) afirmó que cuenta la historia «de una persona solitaria, que lucha con su yo interior y los estados que son controlados por su entorno externo. Aunque está constantemente rodeada de miedos, que controlan sus emociones, logra deshacerse de ellos, recupera el control, se vuelve cada vez más fuerte y confía en sus fortalezas». Para una mayor promoción, Roxen interpretó «Amnesia» durante un concierto virtual en los eventos Dark y Wiwi Jam en abril y mayo de 2021, respectivamente. Además, el canal oficial del Festival de la Canción de Eurovisión estrenó en mayo un video con la versión acústica de la canción, en el que Roxen se presenta en la azotea de un edificio en Róterdam.

## Eurovisión

### Selección nacional
Al igual que en el evento anterior, como parte de su colaboración con el sello de la estrella Global, TVR seleccionó a Roxen para representar a Rumania en el Festival de la Canción de Eurovisión 2021. El anuncio oficial se hizo el 31 de marzo de 2020, y «Amnesia» fue elegida como la canción representante por un jurado interno compuesto por varios profesionales de la industria de la música; el tema compitió con otras seis canciones candidatas para Roxen. La filtración de la pista en las plataformas musicales antes del anuncio oficial de TVR1 generó especulaciones entre diversos medios rumanos.
Según el plan de prevención de la Unión Europea de Radiodifusión (UER) para evitar una cancelación por COVID-19, se le pidió a cada participante que grabara una actuación en directo de su participación en un lugar de su elección antes del evento; la cinta iba a ser transmitida durante Eurovisión en caso de que el artista en cuestión no pudiera viajar al lugar del evento para interpretar su canción debido a restricciones pandémicas u otras razones relacionadas. Una gran parte de las presentaciones en vivo, en su mayoría sin usar, incluidas las de Roxen, se dieron a conocer después como parte de los programas de YouTube de la celebración de Eurovisión. La actuación en directo de «Amnesia» se realizó el 23 de marzo de 2021 en el estudio de TVR en Bucarest.

### Róterdam

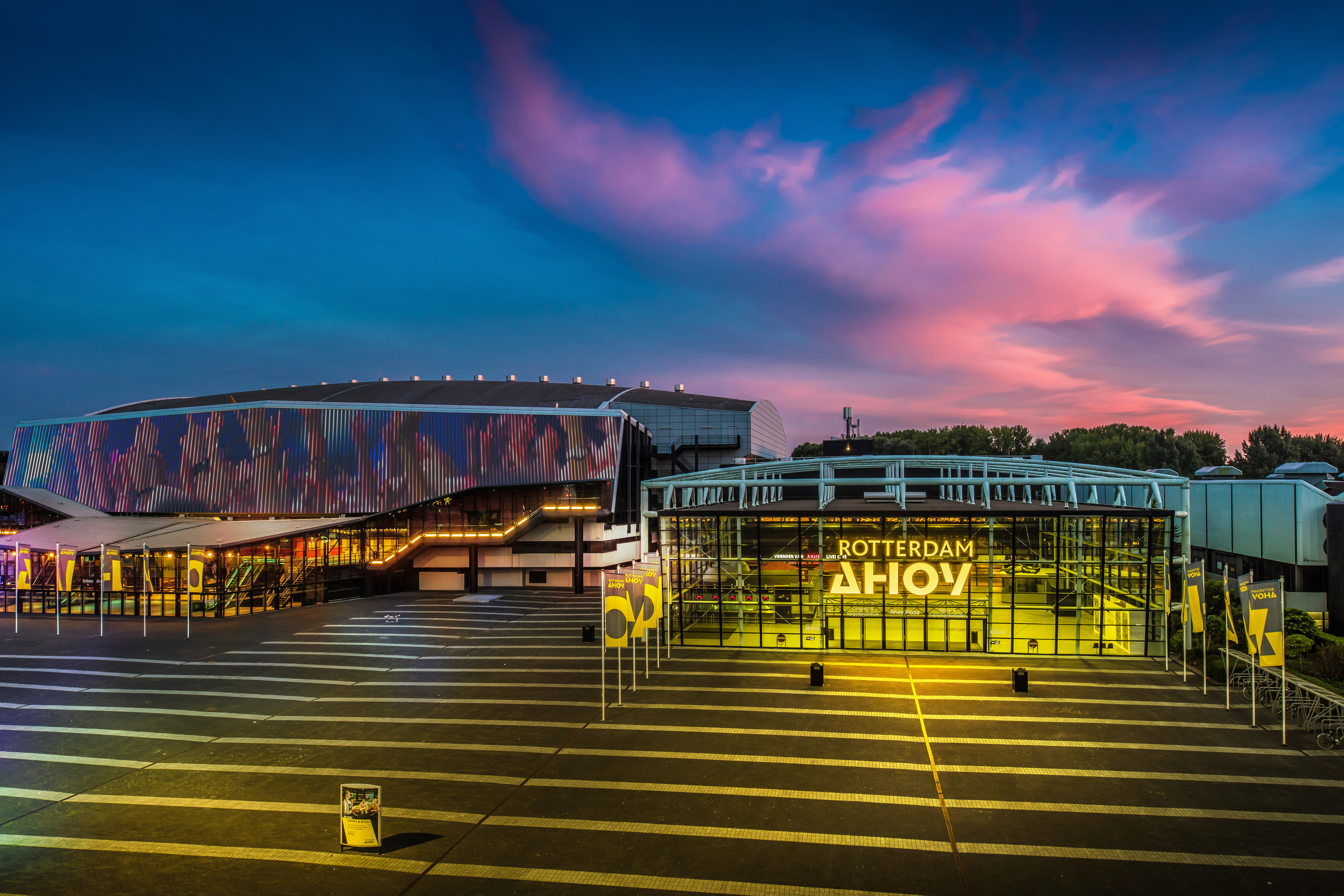
Roxen interpretó «Amnesia» en el Rotterdam Ahoy (imagen) en Róterdam durante el Festival de la Canción de Eurovisión 2021.

El Festival de la Canción de Eurovisión se celebró en el Rotterdam Ahoy en Róterdam, Países Bajos y consistió de dos semifinales el 18 y 20 de mayo, y la final el 22 de mayo de 2021. Según las reglas de Eurovisión, cada país, excepto el país anfitrión y los «Big 5» (Alemania, España, Francia, Italia y el Reino Unido), debían clasificar en una de las dos semifinales para competir por la final; entonces los diez principales países de cada semifinal podrían avanzar a la final. En marzo de 2021, se anunció que Rumania sería el decimotercer país en presentarse durante la primera semifinal, después de Israel y antes de Azerbaiyán.
Los ensayos técnicos de Rumania se programaron para los días 9 y 12 de mayo, en los que Roxen utilizó una sudadera con capucha de gran tamaño, pantalones deportivos y botas; sin embargo, finalmente decidió lucir un vestido con estampado de flores para la semifinal. La presentación en sí fue similar al videoclip de «Amnesia» y contó con la participación de cinco bailarines; Păun y Dan Manole se encargaron del rodaje. A lo largo de la presentación, aparecen siluetas, que representan «la liberación», en el fondo de la pantalla led, mientras la estrella y sus bailarines interpretan una danza «elaborada» durante la cual, en cierto punto, a Roxen se le arrastra por el escenario, mientras lucha contra sus bailarines, quienes representan sus «demonios internos». Más adelante, se le puede ver deambulando por el escenario y la puesta en escena cambia de una temática oscura a una tonalidad «amarilla, naranja y rosa radiante», la cual representa un «amanecer esperanzador» en la pantalla led. Hacia el final, Roxen interpreta una nota alta de manera prominente y luego procede a caer sobre los bailarines mientras se muestra el mensaje «por cada grito que no se escuchó».
La presentación recibió reseñas variadas. Varios periodistas criticaron la interpretación vocal de Roxen y su pronunciación del inglés; Oliver Adams, de Wiwibloggs, afirmó que tal vez su movimiento «pesado» y «excedido» durante la coreografía fue la razón principal. Por otro lado, el sitio web ESCXtra y Meersman, crítico de ESCUnited, elogiaron su danza «simbólica y hermosa»; este último también aplaudió los fondos «espectaculares» y los ángulos de cámara. Aunque criticó la falta de contacto visual de Roxen con el espectador, concluyó que su actuación mostró un crecimiento artístico.

#### Puntos otorgados a Rumania
A continuación se presenta un desglose de los puntos otorgados a Rumania durante la primera semifinal, así como la votación del jurado y la televotación durante el evento. Rumania se posicionó en el lugar número 12, con un total de 85 puntos, por lo tanto, no clasificó para la final; fue uno de los peores resultados en la historia del país y su tercera descalificación consecutiva. Rumania recibió 27 puntos del televoto; diez otorgados por Italia. Los puntos del jurado en total fueron 58; 12 otorgados por Malta y diez por parte de Chipre.
| Puntos otorgados a Rumania (Semifinal 1) | Puntos otorgados a Rumania (Semifinal 1) | Puntos otorgados a Rumania (Semifinal 1) |
| Puntaje                                  | Televoto                                 | Jurado                                   |
| ---------------------------------------- | ---------------------------------------- | ---------------------------------------- |
| 12 puntos                                |                                          | Malta                                    |
| 10 puntos                                | Italia                                   | Chipre                                   |
| 8 puntos                                 |                                          |                                          |
| 7 puntos                                 |                                          | - Azerbaiyán - Ucrania                   |
| 6 puntos                                 |                                          | Alemania                                 |
| 5 puntos                                 | - Azerbaiyán - Chipre                    | - Bélgica - Lituania                     |
| 4 puntos                                 |                                          |                                          |
| 3 puntos                                 | - Irlanda - Malta                        | Croacia                                  |
| 2 puntos                                 |                                          | Noruega                                  |
| 1 punto                                  | Bélgica                                  | Países Bajos                             |

## Formatos
| Descarga digital |           |          |  |
| N.º              | Título    | Duración |  |
| 1.               | «Amnesia» | 2:54     |  |

## Posicionamiento en listas
| Lituania     | AGATA      | 51 |
| Países Bajos | Single Tip | 26 |

## Historial de lanzamiento
| País  | Fecha              | Formato(s)                 | Discográfica | Ref.  |
| ----- | ------------------ | -------------------------- | ------------ | ----- |
| Mundo | 4 de marzo de 2021 | Descarga digital streaming | Warner       | [ 3 ] |